# 水薙龍
水薙龍（日语：／ Mizunagi Ryū，3月23日—），日本漫畫家。出身於愛知縣。男性。

## 來歷
2004年，以《魔女的使命》（名義）在Afternoon四季獎春季競賽中獲得佳作。
2006年，《KILL WIZARD》以為筆名在《週刊少年Magazine》上短期連載。之後，他更名為，並於2010年開始在《good！Afternoon》雜誌上連載《魔女的使命》。

## 作品列表

### 連載
- KILL WIZARD（日语：キルウィザード）（《週刊少年Magazine》2006年12號[4]—17號[4]，全1冊）
- 魔女的使命（《good！Afternoon》2010年9號[2]—2022年3號，全17冊）
  - 魔女的使命EXTRA（《good！Afternoon》2022年4號—，已出版3冊） - 番外篇
- IVORY DARK（《少年Magazine R》2015年2號[5]—）

### 短篇
- 魔女的戀人（《月刊BIG GANGAN》2013年Vol.03[6]）—「CIGARETTE選集」企劃第3彈作品[6]，收錄於《CIGARETTE選集 MENTHO》[7]

### 活動
- Afternoon大收穫祭2013（2013年10月7日—11月[8]）—網路作畫風景動畫發佈[8]
- 畫展「魔女的秘密展 ～面紗中的美人與異端的真相～」內特展「日本當代藝術家筆下的『魔女』」（2015年3月7日—5月10日[9]，大阪文化館天保山舉辦[9]）—水薙龍原畫展[9]

## 外部連結
- Never send sheep to kill a wolf （页面存档备份，存于） （日語）—水薙龍的官方個人部落格。
- 水薙龍的pixiv （日語）
- BookLive｜水薙龍 （页面存档备份，存于） （日語）